# George Dunning
George Garnett Dunning (Toronto, 17 novembre 1920 – Londra, 15 febbraio 1979) è stato un animatore canadese.
Nato in Canada, fa apprendistato al National Film Board of Canada. Trasferitosi a Londra, dopo alcuni riusciti cortometraggi, approda al lungometraggio con Yellow Submarine, film incentrato sui Beatles. Quest'opera si distingue per una grafica innovativa e psichedelica e per i numerosi riferimenti alla cultura dell'epoca.